# سورين (بوئين)
سورین (بالفارسية: سورین) هي قرية تقع في إيران في قسم بوئین الريفي. يقدر عدد سكانها بـ 458 نسمة بحسب إحصاء 2016.